# Grand Prix Adria Mobil 2017
La 3e édition du Grand Prix Adria Mobil a eu lieu le 2 avril 2017. Elle fait partie du calendrier UCI Europe Tour 2017 en catégorie 1.2. La course est remportée par l'Italien Antonio Parrinello (GM Europa Ovini).

## Présentation

### Équipes
| Équipes continentales (3)- GM Europa Ovini - Sangemini-MG.Kvis - Minsk Cycling Club |
|                                                                                     |

## Classements

### Classement final
La course est remportée par l'Italien Antonio Parrinello (GM Europa Ovini).
| \| Classement général \| Classement général \| Classement général \| Classement général \| Classement général \| \| Coureur \| Coureur \| Pays \| Équipe \| Temps \| \| ------------------ \| -------------------------- \| ------------------ \| -------------------------------- \| ------------------ \| \| 1er \| Antonino Parrinello \| Italie \| GM Europa Ovini \| 4 h 16 min 01 s \| \| 2e \| Nicola Gaffurini \| Italie \| Sangemini-MG.Kvis \| + 0 s \| \| 3e \| Stanislau Bazhkou \| Biélorussie \| Minsk Cycling Club \| + 0 s \| \| 4e \| Francesco Manuel Bongiorno \| Italie \| Sangemini-MG.Kvis \| + 0 s \| \| 5e \| Davide Pacchiardo \| Italie \| GM Europa Ovini \| + 0 s \| \| 6e \| Kirill Pozdnyakov \| Azerbaijan \| Synergy Baku Cycling Project \| + 0 s \| \| 7e \| Sebastián Tamayo \| Colombie \| Bicicletas Strongman \| + 0 s \| \| 8e \| Marco Zamparella \| Italie \| Amore & Vita-Selle SMP-Fondriest \| + 1 min 14 s \| \| 9e \| Paolo Totò \| Italie \| Sangemini-MG.Kvis \| + 1 min 14 s \| \| 10e \| Davide Orrico \| Italie \| Sangemini-MG.Kvis \| + 1 min 29 s \| |                            |             |                                  |                 |
| |                            |             |                                  |                 |
| Sources : ProCyclingStats Cycling Quotient Cycling Archives |                            |             |                                  |                 |
| Classement général |                            |             |                                  |                 |
| Coureur | Coureur                    | Pays        | Équipe                           | Temps           |
| 1er | Antonino Parrinello        | Italie      | GM Europa Ovini                  | 4 h 16 min 01 s |
| 2e | Nicola Gaffurini           | Italie      | Sangemini-MG.Kvis                | + 0 s           |
| 3e | Stanislau Bazhkou          | Biélorussie | Minsk Cycling Club               | + 0 s           |
| 4e | Francesco Manuel Bongiorno | Italie      | Sangemini-MG.Kvis                | + 0 s           |
| 5e | Davide Pacchiardo          | Italie      | GM Europa Ovini                  | + 0 s           |
| 6e | Kirill Pozdnyakov          | Azerbaijan  | Synergy Baku Cycling Project     | + 0 s           |
| 7e | Sebastián Tamayo           | Colombie    | Bicicletas Strongman             | + 0 s           |
| 8e | Marco Zamparella           | Italie      | Amore & Vita-Selle SMP-Fondriest | + 1 min 14 s    |
| 9e | Paolo Totò                 | Italie      | Sangemini-MG.Kvis                | + 1 min 14 s    |
| 10e | Davide Orrico              | Italie      | Sangemini-MG.Kvis                | + 1 min 29 s    |